# 巡邏驚很大
《巡邏驚很大》（英語：The Watch，先前稱作）是一部於2012年上映的美國科幻喜劇電影，阿齊瓦·沙弗執導，傑瑞德·斯特恩、塞斯·羅根及伊凡·戈博共同撰寫劇本。班·史提勒、文斯·沃恩、喬納·希爾與理察·艾歐阿德等人主演。
該片最早是由薛恩·李維自2008年開始進行發展的工作，當時的劇本為傑瑞德·斯特恩所撰，且電影整體往青少年的方面拓展。2009年至2010年年底，許多導演及演員紛紛加盟電影，2010年11月，在羅根和戈博重寫劇本之後，電影開始向成人電影的方面發展。拍攝於2011年10月在喬治亞州開始，2012年1月結束。
電影的營銷受2012年特雷沃恩·馬丁命案的影響，且被害者正好是社區的守望相助隊隊員。於是劇組將焦點重新聚焦於外星人的方面，並將片名從原本的《Neighborhood Watch》改至《The Watch》。美國於2012年7月27日發行，且在上映後收穫了多數的負面評論，評論家主要詬病劇情、「粗俗並冒犯」的笑話頻繁及眾多的置入性行銷產品。

## 劇情
在俄亥俄州的葛拉維尤鎮，艾文·特勞維格（班·史提勒 飾演）是一位好市多的經理，當店裡的夜班警衛慘遭殺害時，他的生活也被打亂了。為了找到兇手並將其繩之以法，艾文決定組成一個郊區鄰里守望隊。然而，他只招募到鮑勃（文斯·沃恩 飾演），一位建築工人與和藹的父親；富蘭克林（喬納·希爾 飾演），高中輟學，夢想成為警察，但未通過書面、體格檢查和心理健康測試；以及賈馬克斯（理察·艾歐阿德 飾演），於最近離婚。而在一次巡邏當中，守望隊發現原來謀殺案的兇手是外星人，且整個社區疑似遭到入侵，為了守護鄰居不被傷害，四人決定反擊，阻止外星人的陰謀。

## 角色
- 班·史提勒 飾演 艾文·特勞維格，一位好市多的經理及郊區居民，在他的朋友被殺害後組成了鄰里守望隊。
- 文斯·沃恩 飾演 鮑勃·麥卡利斯特，利用守望隊監視他十幾歲女兒的居民。沃恩於2011年6月開始談判[4][5]。
- 喬納·希爾 飾演 富蘭克林，具有情緒方面問題的居民，在試圖加入地方警察時遭到拒絕，於是便加入守望隊[6][7]。希爾於2011年8月確認加盟[8]。他花了兩個星期學習使用蝴蝶刀以符合該角的性格[9]。
- 理察·艾歐阿德 飾演 賈馬克斯，於最近離婚的一位居民。
- 羅絲瑪麗·德威特 飾演 艾比·特勞維格，艾文的妻子[10]。

其他演員包含艾琳·莫里亞蒂（雀兒喜·麥卡利斯特，鮑伯的女兒）、尼古拉斯·布朗（切爾西的男友傑森）、威爾·福爾特（布雷斯曼中士）、梅爾·羅德里格斯（布雷斯曼的搭檔休丘）及道格·瓊斯（外星人反派首領）。

## 製作

### 發展
該部電影最早在2008年初開始發展，當時的片名為《Neighborhood Watch》，李維負責該片的開發部分三年以上（根據二十世紀福斯執行長約翰·福克斯的想法）。李維把他原本的想法描述為一個「PG-13版本的魔鬼剋星」。當時的劇本是由傑瑞德·斯特恩所撰寫。2009年5月，大衛·多布金和威爾·法洛正分別爭取導演及主演的職位（多布金的參與連帶改編了斯特恩的劇本）。然而，多布金及法洛在8月離開了電影。
2009年12月，彼得·西格爾正協商執導電影，但直到2010年11月，仍然沒有選出導演。同樣於11月，塞斯·羅根與伊凡·戈博被任命改寫劇本，將其向成人方面發展，使該片成為一部R級電影。2011年6月，曾任《週六夜現場》工作的阿齊瓦·沙弗接任執導，本片為他的第二部導演長片（繼2007年的《瘋狂飛車手》之後）。2012年5月4日（電影上映前兩個月），片名更改至《The Watch》。

### 拍攝
主體拍攝於2011年10月在喬治亞州開始，取景地點位在亞特蘭大（包含英曼公園）和科布郡的幾個地區（包含奧克萊）。2012年1月23日，希爾宣布，拍攝已經結束。

## 發行
電影的首映禮於2012年7月23日在好萊塢的中國戲院舉行。美國則於同年7月27日上映。7月25日，哈金斯劇院（美國第六大的連鎖劇院）宣布，若無法與福斯達成財務協議，將不會播映該部電影。

### 評價
根據爛蕃茄上收集的155篇專業影評文章，其中僅26篇給出了「新鮮」的正面評價，「新鮮度」為17%，平均得分4分（滿分10分），而基於另一影評網站Metacritic上的35篇評論文章，其中沒有任何一篇評論予以好評，10篇差評，25篇褒貶不一，平均分為36（滿分100）。據CinemaScore調查，觀眾的平均評價於A+至F間落於「C+」。

### 票房
《巡邏驚很大》在北美地區的總票房為35,353,000美元，其他地區32,914,862美元，全球共計68,267,862美元，而其製片預算則是6,800萬美元。在電影發行的前1週，據調查顯示，因上週科羅拉多州的電影院發生大規模槍擊事件後，高達25%的北美觀眾不敢上電影院。除了這一點，加上同時舉行的2012年夏季奧林匹克運動會之競爭，都對電影的門票銷售造成負面影響。根據預測，《巡邏驚很大》能在其首映週收穫約1,300萬至1,500萬美元的票房。
電影於首映當天共進帳450萬美元。而在首映週中，《巡邏驚很大》於3,168家劇院收穫1,270萬美元，平均每家劇院4,025美元，位居第3，僅次《冰原歷險記4：板塊漂移》（1,330萬美元）及《黑暗騎士：黎明昇起》（6,210萬美元）。該週絕大多數的觀眾超過25歲（59%）及男性（60%）。電影於2012年10月18日下檔（12週後），票房總結3,530萬美元。
而在北美以外，英國（350萬美元）、澳大利亞（180萬美元）和俄羅斯（130萬美元）是其他地區中，首週末收穫票房最高的市場。而這3個地區也是海外市場中總收益最高的區域，分別為英國（600萬美元）、澳大利亞（590萬美元）和俄羅斯（320萬美元）。

## 外部連結
- 官方网站
- AllMovie上《巡邏驚很大》的资料（英文）
- Box Office Mojo上《巡邏驚很大》的資料（英文）
- 互联网电影数据库（IMDb）上《巡邏驚很大》的资料（英文）
- Metacritic上《巡邏驚很大》的資料（英文）
- 爛番茄上《巡邏驚很大》的資料（英文）